# 高知インターチェンジ
高知インターチェンジ（こうちインターチェンジ）は、高知県高知市一宮（いっく）にある高知自動車道のインターチェンジ(IC)である。高知ジャンクション（こうちジャンクション、JCT）を併設し、当JCTで高知東部自動車道（高知南国道路）と接続する。

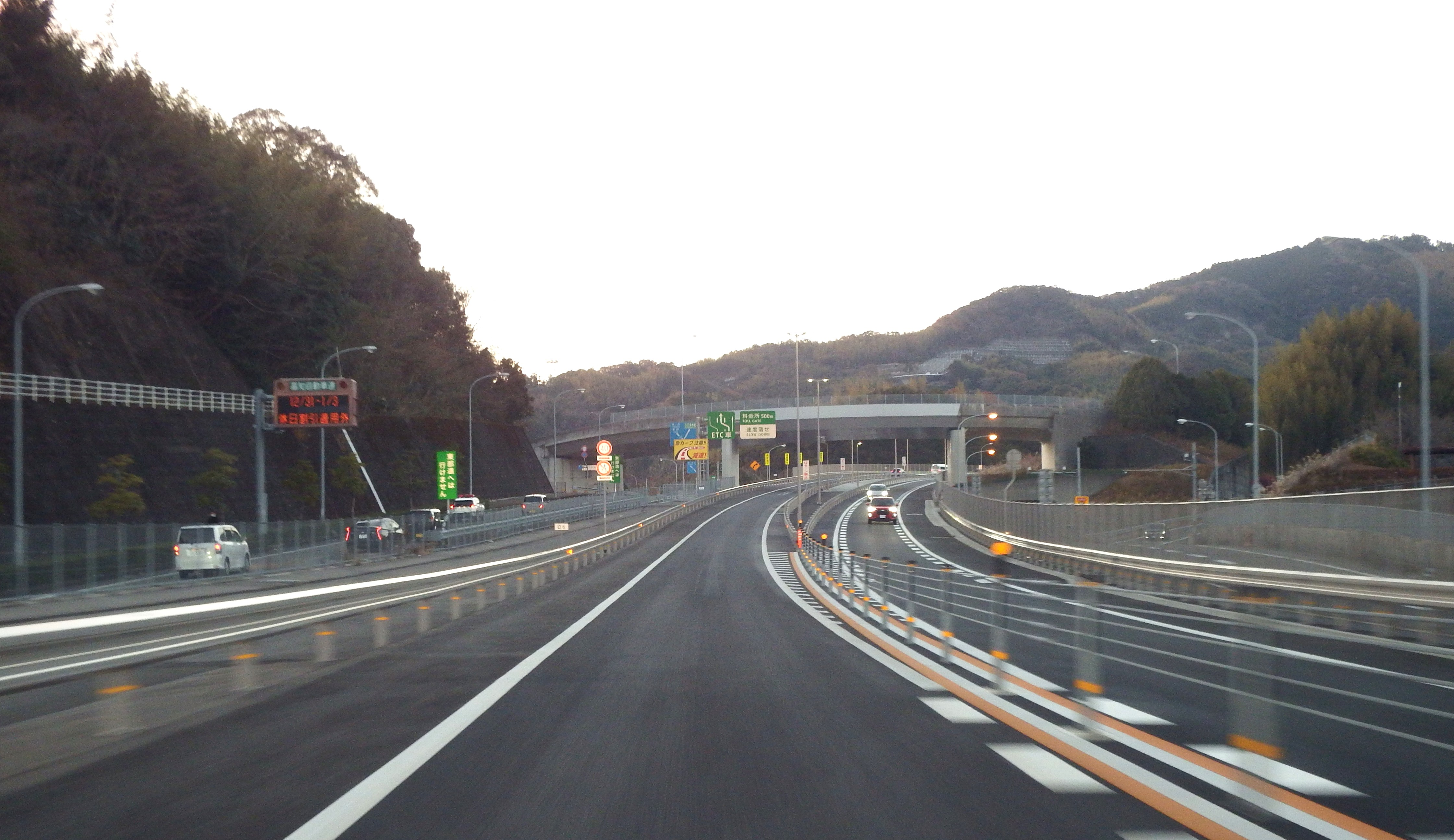
高知JCT（高知中央IC方面より）

## 概要
当インターチェンジから川之江JCT方面は片側2車線に、四万十町中央IC方面は暫定2車線となる。また、高速道路ナンバリングも当インターチェンジを境に「E32」から「E56」に変わる。
なお、高知東部道は本ICで一般道との出入りができないため、高知中央ICを過ぎるとそのまま高知道に入ってしまう構造となっている。高知龍馬空港方面から高知市中心部へ向かう場合は高知中央ICで降りなければならない。

## 接続する道路
- E55 高知東部自動車道（高知南国道路）
- 高知県道44号高知北環状線（五台山道路）

## 沿革

### 高知東部自動車道との接続
高知東部自動車道（高知南国道路）は2021年（令和3年）2月27日に供用開始されたが、高知東部道と一般道は接続していないことから高知ICに連日誤進入するドライバーが多発した。対策として、「高知ICでは出られません」といった看板を設けて間違い対策が行われている。

## 周辺
- 薊野駅（JR土讃線）
- 土佐一宮駅（JR土讃線）
- 土佐神社（一宮神社）
- 高知港

## 料金所
- ブース数：7

### 入口
- ブース数：3

3ブースともETC専用および一般またはETC・一般の可変式ブース

### 出口
- ブース数：4
  - ETC専用および一般またはETC・一般の可変式ブース：2
  - 一般（精算機）：2

## 隣
E32 / E56 高知自動車道
(10) 南国IC - 南国SA - (11) 高知IC/JCT - (12) 伊野IC
E55 高知東部自動車道（高知南国道路）
(11) 高知JCT - (1) 高知中央IC